# Kalinowo (wieś w powiecie ostrowskim)
Kalinowo – wieś sołecka w Polsce położona w województwie mazowieckim, w powiecie ostrowskim, w gminie Ostrów Mazowiecka.
| SIMC    | Nazwa      | Rodzaj    |
| ------- | ---------- | --------- |
| 0516502 | Budziska   | część wsi |
| 0516442 | Morgi      | część wsi |
| 0516465 | Podegucie  | część wsi |
| 0516471 | Stara Wieś | część wsi |

W latach 1975–1998 miejscowość należała administracyjnie do województwa ostrołęckiego.
Wierni kościoła rzymskokatolickiego należą do parafii św. Rocha w Jasienicy.